# Oligembia oligotomoides
Oligembia oligotomoides is een insectensoort uit de familie Teratembiidae, die tot de orde webspinners (Embioptera) behoort. De soort komt voor in Zuid-Amerika.
Oligembia oligotomoides werd voor het eerst wetenschappelijk beschreven in 1912 door Günther Enderlein.